# Villa Fleurie
La villa Fleurie est une voie du 19e arrondissement de Paris, en France.

## Situation et accès
La villa Fleurie est une voie située dans le 19e arrondissement de Paris. Elle débute au 14, rue Carducci et se termine cours du 7e-Art.

## Origine du nom

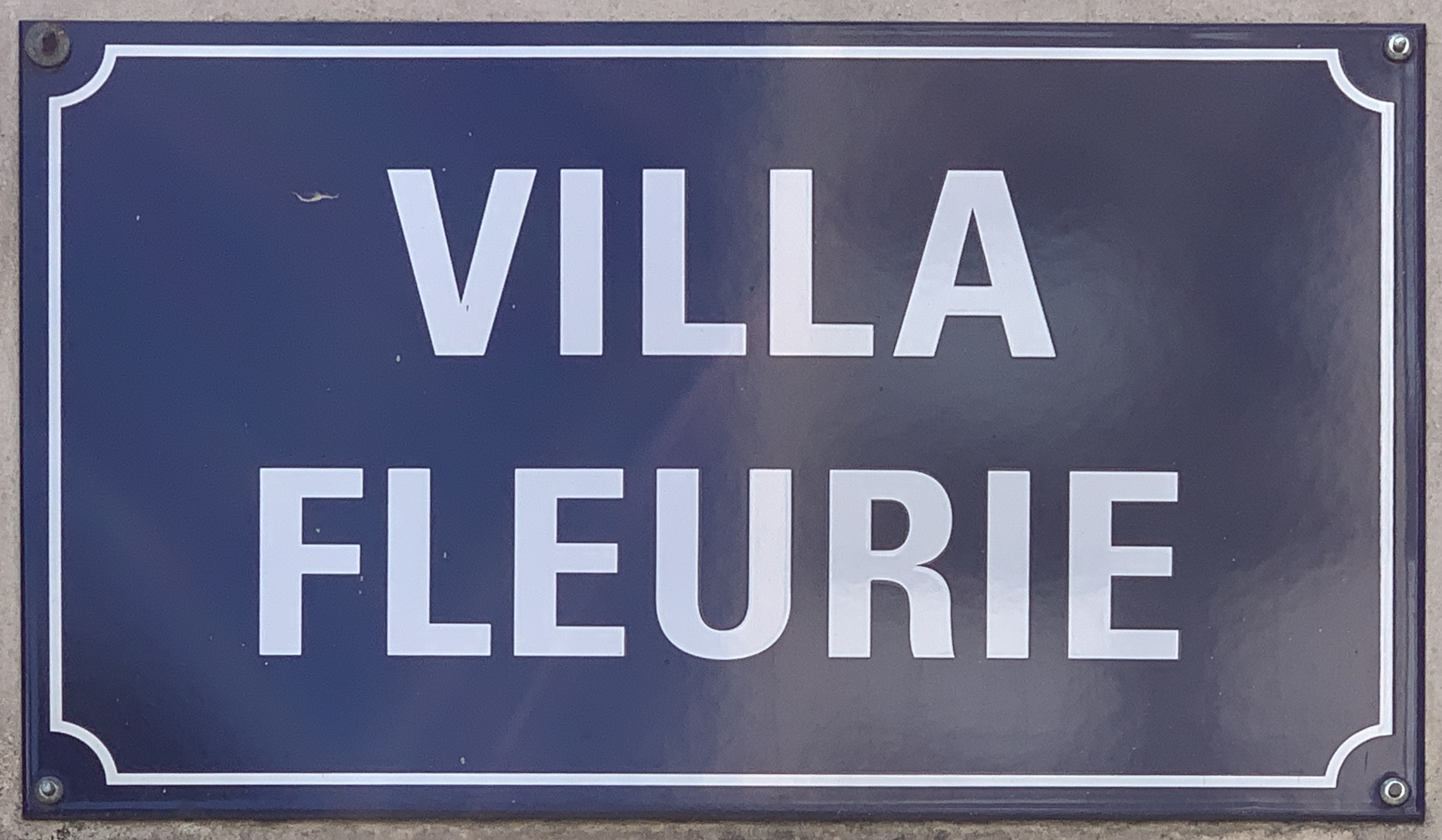
Plaque de la voie.

Le nom de cette "voie privée ouverte à la circulation" a été choisi par les copropriétaires de la Villa .

## Historique
La voie est créée dans le cadre de l'aménagement du lotissement SFP sous le nom provisoire de « voie EF/19 » et prend sa dénomination actuelle par un arrêté municipal du 9 février 1999.